# Tekke Arabati Baba
Le Tekke Arabati Baba (en albanais : Teqja e Arabati Babës ; en macédonien : Арабати баба теќе ; en turc : Harabati Baba Tekkesi) est un tekke ottoman situé dans la ville de Tetovo, en Macédoine du Nord. Il a été construit en 1538 autour de la tombe de Sersem Ali Baba, un derviche, tandis que les limites de son terrain ont été définies par un waqf de 1799. Le tekke constitue l'un des monuments les plus célèbres de la ville avec la mosquée peinte. Il est notamment réputé pour son archicture en bois, qui compte de nombreux éléments sculptés.
Un tekke est une sorte de monastère musulman occupé par des Soufis, celui de Tetovo était habité par des derviches membres de l'ordre Bektashi. Depuis l'expropriation des lieux religieux par les communistes yougoslaves, le tekke de Tetovo est inutilisé, et il existe quelques controverses quant à son avenir, notamment à cause de la non-reconnaissance du courant bektashi par le gouvernement macédonien.

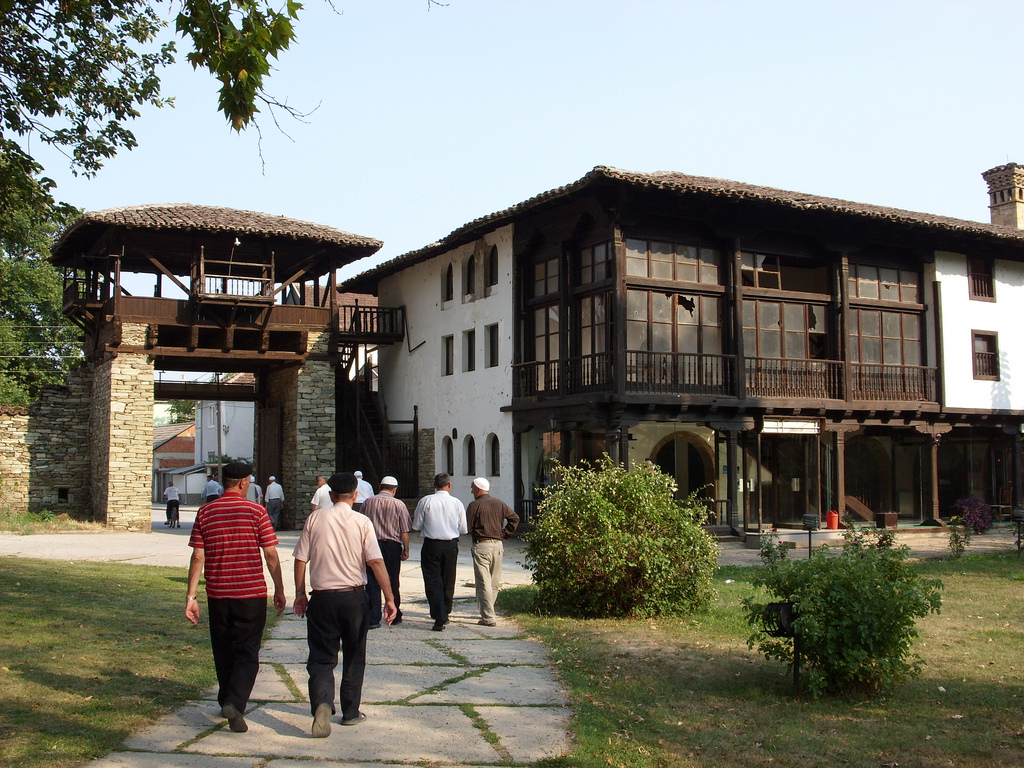
Les bâtiments résidentiels.
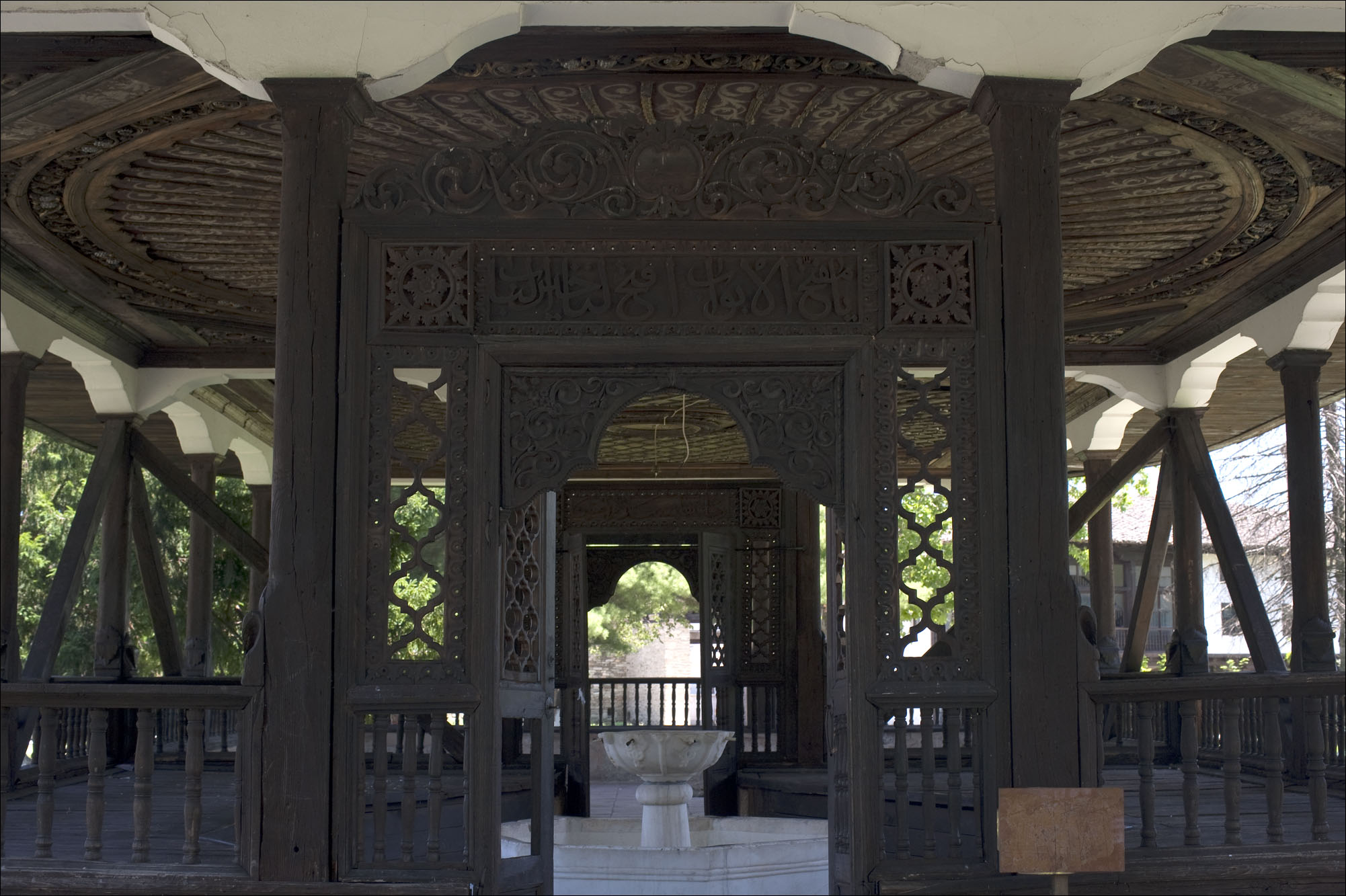
La fontaine.
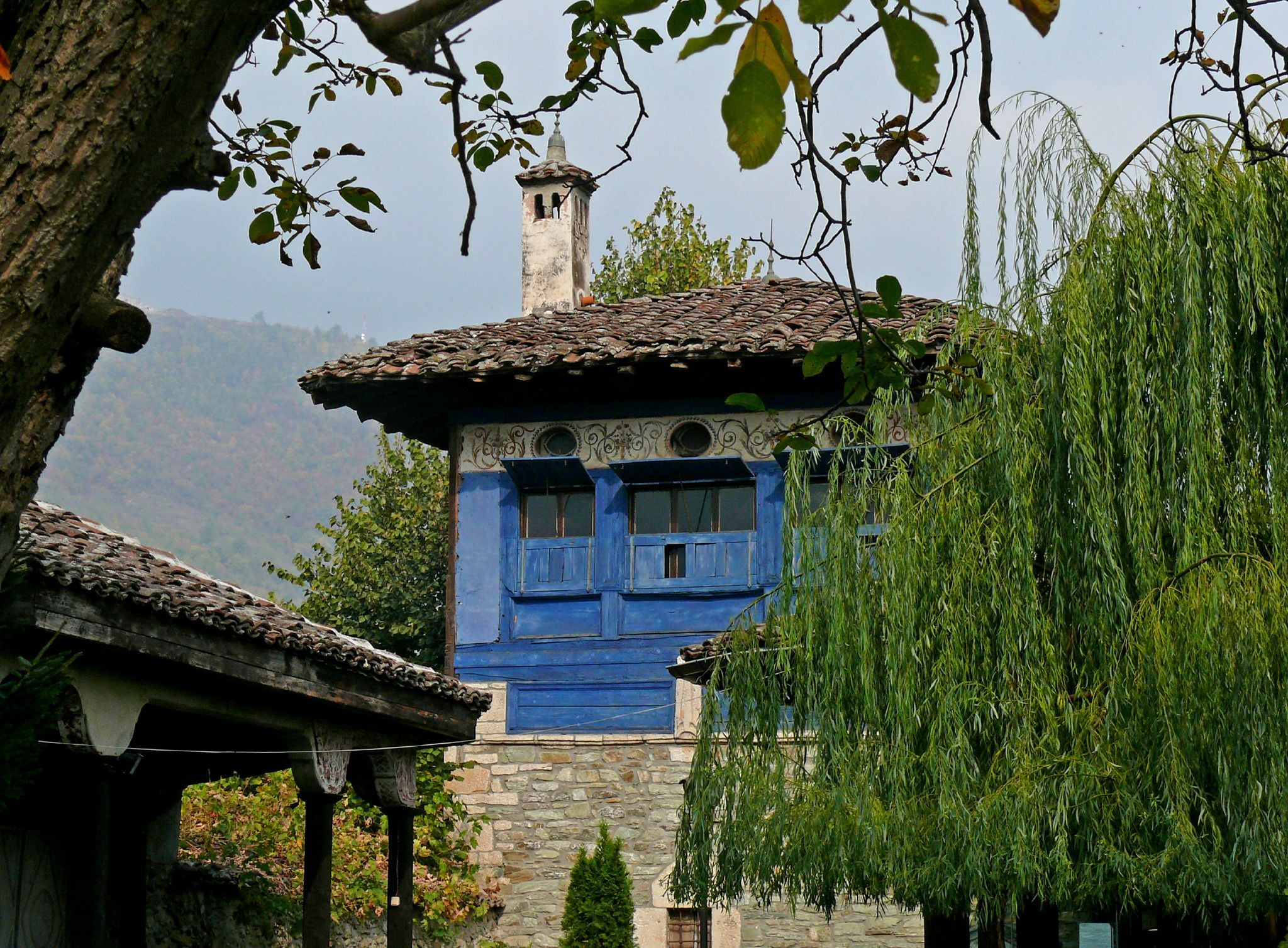
Le tekke.